# Suecia en los Juegos Paralímpicos de Geilo 1980
Suecia estuvo representada en los Juegos Paralímpicos de Geilo 1980 por un total de 27 deportistas, 21 hombres y seis mujeres.

## Medallistas
El equipo paralímpico sueco obtuvo las siguientes medallas:
| Nombre                                                          | Deporte                    | Evento                             |
| --------------------------------------------------------------- | -------------------------- | ---------------------------------- |
| Oro                                                             |                            |                                    |
| Désirée Johansson                                               | Esquí de fondo             | 5 km distancia corta 5A femenino   |
| Désirée Johansson                                               | Esquí de fondo             | 10 km distancia media 5A femenino  |
| Birgitta Sund                                                   | Esquí de fondo             | 5 km distancia corta 5B femenino   |
| Birgitta Sund                                                   | Esquí de fondo             | 10 km distancia media 5B femenino  |
| Marianne Edfeldt Désirée Johansson Astrid Nilsson Birgitta Sund | Esquí de fondo             | 4 × 5 km 5A-5B femenino            |
| Plata                                                           |                            |                                    |
| George Witthof                                                  | Esquí de fondo             | 10 km distancia media 5B masculino |
| George Witthof                                                  | Esquí de fondo             | 20 km distancia larga 5B masculino |
| Yngve Eriksson Ove Karlsson Sven-Ivar Martin George Witthof     | Esquí de fondo             | 4 × 10 km 5A-5B masculino          |
| Bronce                                                          |                            |                                    |
| Rolf Johansson                                                  | Carrera de trineo en hielo | 100 m II masculino                 |
| Rolf Johansson                                                  | Carrera de trineo en hielo | 500 m II masculino                 |
| Bengt-Gösta Johansson                                           | Carrera de trineo en hielo | 100 m I masculino                  |
| Marianne Edfeldt                                                | Esquí de fondo             | 5 km distancia corta 5B femenino   |
| Marianne Edfeldt                                                | Esquí de fondo             | 10 km distancia media 5B femenino  |
| Bertil Lundmark                                                 | Esquí de fondo             | 5 km distancia corta 2A masculino  |
| Bertil Lundmark                                                 | Esquí de fondo             | 10 km distancia media 2A masculino |
| Rune Karlsson                                                   | Esquí de fondo             | 5 km distancia corta 3A masculino  |